# Luiz Cláudio Menon
Luiz Cláudio Menon (San Paolo, 7 febbraio 1944) è un ex cestista brasiliano.

## Carriera
Con il Brasile ha disputato due edizioni dei Giochi olimpici (Città del Messico 1968, Monaco 1972) e tre dei Campionati mondiali (1963, 1967, 1970).

## Palmarès
- FIBA World Cup All-Tournament Teams: 1

1967